# Orta San Giulio
Orta San Giulio är en ort och kommun i provinsen Novara i regionen Piemonte i Italien. Kommunen hade 1 322 invånare (2018).
Orta San Giulio är belägen på en halvö i Ortasjöns östra strand. Den har blivit utsedd till en av Italiens vackraste byar på grund av dess ålderdomliga och pittoreska karaktär. Från byns centrala torg, Piazza Mario Motta, utgår turbåtar till Ortasjöns enda ö, Isola di San Giulio, som också tillhör kommunen. På ön är 1100-tals kyrkan Basilica di San Giulio och sedan 1976 ett benediktinkloster belägna. På halvön, ovanför byn, ligger Sacro Monte di Orta vars 36 kapell helgats åt Franciskus av Assisi och är upptagna på Unescos världsarvslista.   